# إعلان حقوق الشعوب الأصلية
|  | اعتماد | الدول التي صوتت لصالح القرار |
|  | رفض    | الدول التي صوتت ضد القرار    |
|  | امتناع | الدول التي امتنعت عن التصويت |
|  | غياب   | الدول التي تغيّبت عن التصويت  |

| التاريخ      | 13 سبتمبر 2007                                                               |
| الرمز        | A/61/295 (Document)                                                          |
| الموضوع      | حقوق الشعوب الأصلية                                                          |
| ملخص التصويت | 143 دولة صوتت لصالح القارا 4 دول صوتت ضد القرار 11 دولة امتنعت 34 دولة تغيّبت |
| النتيجة      | اعتماد القرار                                                                |

يحدد ويعرف إعلان الأمم المتحدة حقوق الشعوب الأصلية (UNDRIP أو DOTROIP) بالحقوق الفردية والجماعية للشعوب الأصلية، بما في ذلك حقوق ملكيتهم في التعبير الثقافي والشعائري والهوية واللغة والعمل والصحة والتعليم وغيرها من القضايا. إذ إنه «يؤكد على حقوق الشعوب الأصلية في الحفاظ وتمكين مؤسساتها وثقافاتها وتقاليدها، ومواصلة تنميتها تماشيًا مع احتياجاتها وتطلعاتها». و«يحظر التمييز ضد الشعوب الأصلية»، و«يشجع مشاركتها الكاملة والفعالة في جميع المسائل التي تهمها وحقها في البقاء متميزة ومواصلة تصوراتها الخاصة للتنمية الاقتصادية والاجتماعية».
الغاية من الإعلان هو تشجيع البلدان على العمل إلى جانب الشعوب الأصلية لحل القضايا العالمية، مثل التنمية والديمقراطية متعددة الثقافات واللا مركزية. وفقًا للمادة 31، هناك تأكيد كبير على أن الشعوب الأصلية سيكون بمقدورها حماية تراثها الثقافي والجوانب الأخرى لثقافتها وتقاليدها في سبيل الحفاظ على تراثها من سيطرة الدول القومية.
كإعلان للجمعية العامة، لا يعتبر إعلان الأمم المتحدة بشأن حقوق الشعوب الأصلية (UNDRIP) وثيقة ملزمة قانونيًا بموجب القانون الدولي. وفقًا لبيان صحافي صادر عن الأمم المتحدة عبرت خلاله بأنه «يمثل التطور الفعال للمعايير القانونية الدولية ويعكس التزام دول الأعضاء في الأمم المتحدة بالتحرك في اتجاهات معينة»؛ حيث تصفه الأمم المتحدة كوضع «معيار مهم لمعاملة الشعوب الأصلية والتي ستكون بلا شك أداة مهمة للقضاء على انتهاكات حقوق الإنسان ضد سكان العالم البالغ عددهم 370 مليون نسمة، ومساعدتهم في مكافحة التمييز والتهميش».
يقوم إعلان الأمم المتحدة بشأن حقوق الشعوب الأصلية (UNDRIP) بجمع «المظالم التاريخية للشعوب الأصلية والتحديات المعاصرة والتطلعات الاجتماعية والاقتصادية والسياسية والثقافية» ويعتبر «تتويجًا لجهود طويلة الأجل بذلتها منظمات الشعوب الأصلية للحصول على الاهتمام الدولي وتأمين الاعتراف بتطلعاتها وتوليد الدعم لأجندتها السياسية». يجادل كين كوتس، رئيس البحث في كندا وعضو هيئة التدريس في جامعة ساسكاتشوان، بأن إعلان الأمم المتحدة بشأن حقوق الشعوب الأصلية (UNDRIP) يتردد صداها بقوة مع الشعوب الأصلية، على الرغم من أن الحكومات الوطنية لم تفهم بعد تأثيرها الكامل.

## التاريخ
بدأ العمل التمهيدي نحو هذا الإعلان في عامي 1923 و1925 مع أعمال دسكهة، زعيم قبيلة هودنوسوني، وماوري وت.و.راتانا، الذي حاول رفع قضايا فشل كندا ونيوزيلندا في دعم المعاهدات إلى عصبة الأمم (الأمم المتحدة سابقًا). بدأت إعادة تقييم قضايا الشعوب الأصلية على المستوى العالمي في عام 1982 بإنشاء الفريق العملي المعني بالشعوب الأصلية، المؤلف من قبل المجلس الاقتصادي والاجتماعي (ECOSOC). كان هدفه إنشاء وثيقة شاملة تساعد على حماية حقوق وامتيازات الشعوب الأصلية في جميع أنحاء العالم.
مر الإعلان بمشاريع عديدة خلال الفترة من 1994 و2006، وقد أوصي بنسخة من الإعلان من قبل إعلان فيينا وبرنامج العمل في عام 1993. في يوم الخميس، 13 أيلول 2007، صوتت الأمم المتحدة بأغلبية ساحقة من 144 مؤيدًا (4 ضد، 11 امتنعوا عن التصويت) للإعلان. في أيار 2016، قامت كندا رسميًا بإزالة وضعها المستنكف بخصوص إعلان الأمم المتحدة بشأن حقوق الشعوب الأصلية (UNDRIP)، بعد ما قارب عقدًا من اعتماده من قبل الجمعية العامة.
اعتبارًا من عام 2019، قامت كل من أستراليا وكندا ونيوزيلندا والولايات المتحدة الأمريكية، الذين صوتوا ضد الإعلان، بعكس مواقفهم وأعربوا عن تأييدهم له.

## الهدف
نظرًا للعنف الماضي والقائم وإساءة معاملة أفراد الشعوب الأصلية، أنشأت الأمم المتحدة هذا الإعلان غير الملزم قانونيًا كتطلع حول كيفية معاملة الأفراد والشعوب الأصلية.
هذا الإعلان ليس سوى قرار، بمعنى أنه ليس وثيقة تتضمن قانون. لا يعتبر الشعوب الأصلية دولة (دولة قومية). ولا يملكون الحق في حماية القانون الدولي من خلال محكمة العدل الدولية. تنص المادة 40 على أن للشعوب الأصلية الحق في إجراءات عادلة لحل النزاعات والخلافات مع الدول والأحزاب الأخرى، وذلك بسبب أن الشعوب الأصلية لا يمكنها استخدام محكمة العدل الدولية، وليس لدى إعلان الأمم المتحدة بشأن حقوق الشعوب الأصلية (UNDRIP) أي إشارة إلى السلطة القضائية للشعوب الأصلية لرفع منازعاتها إليها.

## المحتوى
الإعلان منظم كقرار للأمم المتحدة، يتضمن 23 ديباجة و46 مادة. في معظم المواد، يتم تضمين التطلعات حول الطريقة التي يجب للدولة اتباعها لتعزيز وحماية حقوق الشعوب الأصلية. الموضوعات الرئيسية التي تتضمنها المواد:
حقوق تقرير المصير للأفراد والشعوب الأصلية (المواد 1-8؛ 33-34).
- الاختلاف هو بين الفرد والجماعة.
- حقوق الأفراد والشعوب الأصلية في حماية ثقافتها من خلال الممارسات واللغات والتعليم والإعلام والدين. (المواد 9-15، 16، 25، 31)
- تأكيد حق الشعوب الأصلية في امتلاك نوع من الحكم وفي التنمية الاقتصادية. (المواد 17-21، 35-37)
- الحقوق الصحية (المادة 23-24)
- حماية المجموعات الفرعية مثل، كبار السن والنساء والأطفال. (المادة 22)
- حقوق الأرض من الملكية (بما في ذلك التعويض أو إعادة الأرض في المادة 10)
- إملاء كيف ينبغي فهم هذه الوثيقة كمرجع مستقبلي. (المواد 38-46)[14]

### الأحكام
تنص المادة الافتتاحية والمادة 2 من الإعلان على أن «الشعوب الأصلية تساوي جميع الشعوب الأخرى». بالإضافة إلى تأكيد الحقوق التي يتمتع بها أفراد الشعوب الأصلية كالشعوب الأخرى، وتشير في المواد (23 من 46) إلى كيفية تفاعل الدول مع الإعلان. تشير معظم المواد إلى الدول للعمل في دمج أفراد الشعوب الأصلية. بعض التدابير التي يقترح على الدول القيام بها هي:
- لإعادة الأرض (مادة 26)، والغايات الشعائرية (المادة 12) والأشلاء البشرية. (المادة 12)
- لوضع «برامج لمراقبة وصون واستعادة صحة الشعوب الأصلية» (المادة 29)
- لحماية ودعم حقوق الأفراد والشعوب الأصلية (النقطة الفرعية للعديد من المواد)[14]

## التفاوض والإقرار
أخذ الإعلان أكثر من 25 سنة في طور الإعداد. نشأت الفكرة في عام 1982 عندما أسس المجلس الاقتصادي والاجتماعي للأمم المتحدة (ECOSOC) فريقه العامل المعني بالشعوب الأصلية (WGIP)، الذي أُنشئ كنتيجة لدراسة قام بها المقرر الخاص للأمم المتحدة خوسيه ريكاردو مارتينيز كوبو حول مشكلة التمييز التي تواجهها الشعوب الأصلية. في عام 1985، بدأ الفريق العامل المكلف بتطوير معايير حقوق الإنسان التي تحمي الشعوب الأصلية، العمل على صياغة إعلان حقوق الشعوب الأصلية. إذ تمت صياغته عام 1993 وقُدّم إلى اللجنة الفرعية لمنع التمييز وحماية الأقليات، التي وافقت عليها في العام التالي. في أثناء ذلك، اعتمدت منظمة العمل الدولية اتفاقية الشعوب الأصلية والقبلية في عام 1989.
بعد ذلك، أحيل مشروع الإعلان إلى لجنة حقوق الإنسان، التي أنشأت فريق عمل آخر لدراسة شروطه. على مدى السنوات التالية، اجتمع هذا الفريق العامل في 11 مناسبة لدراسة مشروع الإعلان وضبطه والنظر في أحكامه. كان التقدم بطيئًا بسبب مخاوف بعض الدول بشأن بعض الأحكام الرئيسية للإعلان، مثل حق الشعوب الأصلية في تقرير مصيرها والسيطرة على الموارد الطبيعية الكائنة في الأراضي التقليدية للشعوب الأصلية. اعتمدت النسخة النهائية للإعلان في 29 حزيران 2006 من قبل مجلس حقوق الإنسان المكون من 47 عضوًا (الهيئة التي أنشئت لجنة حقوق الإنسان)، إذ لقت تأييدًا من 30 دولة و2 ضد و12 امتنعوا عن التصويت و3 غائبين.
ثم أحيل الإعلان (الوثيقة A / 61 / L.67) إلى الجمعية العامة، التي صوتت على اعتماد الاقتراح في 13 أيلول 2007 خلال دورتها الاعتيادية رقم 61. كان التصويت كذلك، 143 دولة مؤيدة: أفغانستان، ألبانيا، الجزائر، أندورا، أنغولا، أنتيغوا وبربودا، الأرجنتين، أرمينيا، النمسا، جزر البهاما، البحرين، بربادوس، روسيا البيضاء، بلجيكا، بليز، بنين، بوليفيا، البوسنة والهرسك، بوتسوانا، البرازيل، بروناي دار السلام، بلغاريا، بوركينا فاسو، كمبوديا، الكاميرون، الرأس الأخضر، جمهورية أفريقيا الوسطى، تشيلي، الصين، جزر القمر، الكونغو، كوستاريكا، كرواتيا، كوبا، قبرص، جمهورية التشيك، جمهورية كوريا الديمقراطية الشعبية، جمهورية الكونغو الديمقراطية الكونغو، الدانمرك، جيبوتي، دومينيكا، الجمهورية الدومينيكية، الإكوادور، مصر، السلفادور، استونيا، فنلندا، فرنسا، الغابون، ألمانيا، غانا، اليونان، غواتيمالا، غينيا، غيانا، هايتي، هندوراس، هنغاريا، ايسلندا، الهند، إندونيسيا، إيران، العراق، إيرلندا، إيطاليا، جامايكا، اليابان، الأردن، كازاخستان، الكويت، جمهورية لاو الديمقراطية الشعبية، لاتفيا، لبنان، ليسوتو، ليبيريا، ليبيا، ليختنشتاين، ليتوانيا، لوكسمبورغ، مقدونيا، مدغشقر، ملاوي، ماليزيا، جزر المالديف، مالي، مالطا، موريشيوس، المكسيك، ميكرون (ولايات - الموحدة)، مولدوفا، موناكو، منغوليا، موزامبيق، ميانمار، ناميبيا، نيبال، هولندا، نيكاراغوا، النيجر، النرويج، عمان، باكستان، بنما، باراغواي، بيرو، الفلبين، بولندا، البرتغال، قطر، جمهورية كوريا، سانت لوسيا، سانت فنسنت وجزر غرينادين، سان مارينو، المملكة العربية السعودية، السنغال، صربيا، سيراليون، سنغافورة، سلوفاكيا، سلوفينيا، جنوب أفريقيا، إسبانيا، سريلانكا، السودان، سورينام، سوازيلاند، السويد، سويسرا، سوريا، تايلاند وتيمور الشرقية وترينيداد وتوباغو وتونس وتركيا والإمارات العربية المتحدة والمملكة المتحدة وجمهورية تنزانيا المتحدة وأوروغواي وفنزويلا وفييت نام واليمن وزامبيا وزيمبابوي.